# 尾崎右宗
尾崎 右宗（おざき うそう、1972年6月29日 - ）は、日本の俳優。東京都出身。身長174cm、血液型はO型。東宝芸能所属。

## 来歴
1994年にTBS主催の舞台『アナザー・カントリー』のオーディションで抜擢されデビュー、敵役メンジースを演じる。その後は古典からコメディまで舞台で実績を重ね、ドラマや映画へと活躍が広がっている。
主な作品として、ドラマ『BLOODY MONDAY』(TBS)のテロリストだった刑事・伊庭博史、ひと癖ある医師たちを描いた『DOCTORS〜最強の名医〜』(テレビ朝日)の外科医・段原保、『湯けむりウォーズ〜女将になります〜』(TBS)のヒロイン相手役・小川順平がある。近年は『金田一少年の事件簿』(NTV)『ドクターホワイト』(CX)の硬軟ある刑事役から『遺留捜査５』『緊急取調室３』『警視庁捜査一課長2020』『相棒19』(テレビ朝日)のヒール役も目立つ。
映画は刀を巡る因縁に奔走する主人公を演じた『ソード・シーカーズ～刀狩るもの～ 』(GAGA)、人気SF小説の映画化『クロノス・ジョウンターの伝説』(パル企画)で主人公の熱き親友・藤川雅則 、『うさぎ追いし』長与又郎医師（近藤明男監督）、『関ヶ原』『燃えよ剣』(原田眞人監督／東宝)がある。舞台では『レグと過ごした甘い夜』（加藤健一事務所）『冬物語』『奇跡のメロディ』『ふるあめりかに袖はぬらさじ』（松竹/坂東玉三郎公演）などコメディリリーフから骨太な男まで幅広く演じている。
他に『NHKフランス語会話』(司会)や『田舎に泊まろう!』(ゲスト)では気さくな素顔を見せる。本人いわく情報番組は門外漢だけに楽しく気持ちがのってしまうらしい。
仕事と並行して平成12年度文化庁芸術インターンシップ研修員修了。また大阪芸術大学短期大学部（学長賞受賞）、編入し大阪芸術大学芸術学部を通信で卒業するなど視野を広げている。黒沢明映画に夢中になった高校時代は監督志望で、今でも創作意欲が原動力だと語っている。

## 出演

### テレビドラマ

#### NHK
- 海猿（2002年） - 川畑警備課員
- 盲導犬クイールの一生（2003年） - 藤原卓郎（準レギュラー）
- 最後の忠臣蔵（2004年） - 不破数右衛門
- 理想の生活（2005年） - 小栗達也
- 秘太刀 馬の骨  第4話（2005年） - 井森敬之進
- ブログ社会の落とし穴（2006年、NHK教育） - 間宮信二
- ひとがた流し（2007年） - 遠山圭介
- ネットいじめと向き合うために（2008年、NHK教育） - 尾崎先生
- 陽炎の辻 3 第11話（2009年） - 橘右馬介
- 連続テレビ小説「つばさ」第44回-（2009年） - りょう保育士
- 超入門！落語 THE MOVIE 替わり目（2017年） - 車夫
- 歴史秘話ヒストリア（2017年）国宝  - 烏丸光広
- 令和元年版 怪談牡丹燈籠（2019年） - 佐々木藤四郎
- 大河ドラマ「麒麟がくる 」第28話-（2020年） - 摂津家家臣
- タリオ 復讐代行の２人 第7話（2020年） - 亀島
- 小吉の女房２ 第７話（2021年） - 小出帯刀
- ガラパゴス　前篇（2023年）- 南湾岸署交通課・警部

#### 日本テレビ
- 救命救急センター4（2002年） - 田中医師
- マイ☆ボス マイ☆ヒーロー（2006年） - 漆原秀樹（レギュラー）
- ホカベン 第6話（2008年）
- ドキュメンタリードラマ 坂本龍馬の真実（2010年） - 沢村惣之丞
- 小説家探偵 鍋島仙太 最終話（2021年／BS日テレ） - 黒沢忠治
- 金田一少年の事件簿（2022年）第１話 - 村田正樹

#### TBS
- 君が人生の時（1997年） - 結城隆（レギュラー）
- 月曜ミステリー劇場
  - おばさん会長・紫の犯罪清掃日記 ゴミは殺しを知っている2（2001年） - 古村刑事
  - ホステス探偵危機一髪!!4（2002年）
  - 上条麗子の事件推理3（2003年） - 椎名公平
  - 万引きGメン・二階堂雪18（2009年） - 瀬尾昭雄
  - 裁判員制度ドラマ 家族〜あなたに死刑が宣告出来ますか?〜（2009年） - 麻生謙三
  - 探偵 左文字進14（2010年） - 金山洋介
- 月曜ゴールデン
  - 星井優の事件簿 温習の殺意（2010年） - 山下哲夫
- 湯けむりウォーズ（2005年、TBS・CBC） - 小川順平（レギュラー/準主役）
- 水戸黄門（2005年） - 坂口主水
- 松本清張スペシャルドラマ・塗られた本（2007年） - 近藤刑事
- BLOODY MONDAY（2008年） - 伊庭博史（レギュラー）
- ぼくの妹 第8・9話（2009年） - 半沢康平
- 松本清張生誕100年スペシャル・中央流沙（2009年） - 長谷川刑事
- ハンチョウ〜警視庁安積班〜 シリーズ6  第5話（2013年） - 菊池久明
- ホワイト・ラボ〜警視庁特別科学捜査班〜 第4話（2014年） - 佐々木豊
- 劇場霊からの招待状  第7話 幻聴（2015年、TBS・MBS） - 溝口
- 月曜名作劇場
  - 警視庁機動捜査隊２１６ Ⅶ 悪意の果て（2017年） - 田村雄一
  - 警視庁東京湾臨海署〜安積班（2019年） - 黒木和也
- 日曜劇場
  - 危険なビーナス 第2話（2020年） - 五十嵐真治
- イグナイト -法の無法者- 第4話（2025年5月9日） - 富田康生 役[1]

#### フジテレビ
- 明るい家族計画（1995年） - 小嶋晋二郎（レギュラー）
- 新・細うで繁盛記（2006年） - 石島健二
- 土曜プレミアム
  - 大韓航空機爆破事件から20年・金賢姫を捕らえた男たち封印された3日間（2007年）
  - ありがとう!チャンピイ（2008年） - 田村
- アリス・イン・ライアーゲーム（2012年） - 山口孝則（レギュラー）
- 金曜プレステージ
  - 気象予報士・大沢富士子の事件ファイル（2007年） - 米山保
  - 推理作家・池加代子2（2013年） - 芦田一平
  - 検事・霞夕子 1〜７（2011年 - 2014年） - 山岸信行（レギュラー）
  - 秋葉京介探偵事務所　狙われた男 （2012年） - 平山一郎
  - 小京都連続殺人事件×外科医 鳩村周五郎（2013年） - 寺沢信弘
- 絶対正義（2019年） - 山田先生
- ドクターホワイト 第9.10話（2022年） - 水橋刑事
- 三千円の使いかた　レギュラー（2023年）- 南山洋一

#### テレビ朝日
- 十手人（2001年） - 堀田倫太郎
- 暴れん坊将軍 800回SP（2001年） - 富岡惣太郎
- 三匹が斬る!  第2話（2002年） - 奥平嘉一郎
- 土曜ワイド劇場
  - 再会（2002年） - 生田修治
  - 炎の警備隊長・五十嵐杜夫6（2007年、ABC） - 寺島信行
  - 東京駅お忘れ物預り所（2007年） - 渡辺清二
  - 東京駅お忘れ物預り所 2（2008年） - 吉永
  - 東京駅お忘れ物預り所 4（2010年） - 野々村公之
  - 法医学教室の事件ファイル32（2011年） - 検見川博
  - トラベルミステリー55 寝台特急カシオペア殺人事件（2010年） - 東田
  - 森村誠一の棟居刑事・目撃美女は二度死ぬ?（2011年） - 中嶋刑事
  - 京都南署鑑識ファイル9（2015年） - 桐生輝之
  - 司法教官・穂高美子5（2016年） - 福沢博之
  - 終着駅の牛尾刑事VS事件記者・冴子16（2017年） - 石川和正
- 臨場 第9話（2009年） - 山原勘一
- 科捜研の女
  - 第4シリーズ（2002年） - 久保敦夫
  - 第15シリーズ（2015年） - 磯村忠志
  - 第19シリーズ（2019年） - 本城雄作
  - 第22シリーズ（2022年） - 船井文治
- DOCTORS〜最強の名医〜（2011年 - ） - 段原保（レギュラー）
  - DOCTORS 2 〜最強の名医〜（2013年）
  - DOCTORS 3 〜最強の名医〜（2015年）
  - DOCTORS 〜最強の名医〜 新春スペシャル（2018年）
  - DOCTORS 〜最強の名医〜 新春スペシャル（2021年）
  - DOCTORS〜最強の名医〜ファイナル 新春スペシャル（2023年）[2]
- Answer〜警視庁検証捜査官 第4話（2012年） - 牧原等
- 都市伝説の女 Part2  第3話（2013年） - 吉永広樹
- 氷の轍（2016年、ABC・テレビ朝日） - 牧田祐一
- 遺留捜査 5（2018年） - 冨樫一規
- 緊急取調室 3（2019年） - 坂本彰夫
- 刑事7人（2019年） - 貴田竜介
- アリバイ崩し承ります 第4話（2020年） - 黒岩賢一
- 警視庁・捜査一課長2020 第3話（2020年） - 桃山辰徳
- 日曜プライム
  - 「お花のセンセイ」（2020年） - 大久保新
- 相棒 season19 第14話（2021年） - 牛嶋功
- 特捜9 season5 第9話（2022年） - 高橋啓介
- 警視庁アウトサイダー 第6話（2023年）- 島田
- 仮面ライダーガッチャード 第20話・第21話（2024年） - スパナの父

#### テレビ東京
- 女と愛とミステリー
  - 花の罠（2003年） - 橘刑事 役
  - 捜査一課長・神崎省吾（2004年） - 小田島刑事 役
- 水曜ミステリー9
  - 不倫調査員・片山由美 9（2007年） - 柳原靖 役
  - 不倫調査員・片山由美 10（2008年） - 柳原靖 役
  - 事件記者 浦上伸介 5（2007年） - 香山幸一 役
  - 多摩南署たたき上げ刑事・近松丙吉8 最期のメッセージ（2008年） - 土屋圭介 役
  - 農家の嫁は弁護士!神谷純子のふるさと事件簿4（2009年） - 中根誠一 役
- 竜馬がゆく（2004年） - 間崎哲馬 役
- 戦国疾風伝 二人の軍師 秀吉に天下を獲らせた男たち（2011年） - 黒田長政 役
- 最上の命医2016（2016年） - 内田照行 役
- 松本清張特別企画 喪失の儀礼（2016年） - 黒崎守 役
- 孤独のグルメ 大晦日スペシャル 瀬戸内出張編（2017年） - 島田 役
- ハラスメントゲーム（2018年） - 吉田店長 役
- 記憶捜査〜新宿東署事件ファイル〜（2019年） - 小河原隆司 役
- いのちの再建弁護士 会社と家族を生き返らせる 6話（2019年） - 沼田裁判官 役
- ユーチューバーに娘はやらん! 第4話（2022年） - 佐川徹 役
- 真相は耳の中 第7話（2022年） - 進行係
- 月曜プレミア8 今野敏サスペンス 警視庁強行犯係 樋口顕「遠火」（2024年11月25日） - 高松賢一 役

#### MBS
- 恋と銃弾（2022年）第5.6話 - ジンの先輩刑事
- 灰色の乙女（2023年）第1.3.5話 - 津田刑事
- 女子高生、僧になる。（2023年）1話 - 清仁

#### WOWOW
- 血の轍（2014年）第１.4話 -鹿島恭一
- 沈まぬ太陽（2016年） - 小出

#### その他
- お台場明石城 東京方言物語 佐賀弁編（2005年、フジテレビ）
- 未来創造堂 #43電卓（2007年、日本テレビ） - 羽方将之
- NHKフランス語会話（2007年-2008年3月、NHK教育） - 生徒（パーソナリティ）
- 四賢婦人 矢嶋楫子とその姉たち（2009年、TKU制作・FNS九州7局ネット） - 書生・田中
- 田舎に泊まろう! 福島県（2009年、テレビ東京） - ゲスト
- 伝える極意スペシャル・言いにくいこと 第2回（2009年、NHK教育） - 尾崎先生
- 月刊とれたてマイビデオ（2010年、NHK） - ゲスト
- シークレットドリームタイム（仮） 第8話（2015年、テレビ埼玉） ケヴィンマクドナルド
- 痛快TVスカッとジャパン（2017年-、フジテレビ）
  - 姫体質の女（2017年）
  - スーパー（2017年）
  - ご近所トラブル（2017年）
  - 値段調べたがりの女（2018年）
  - アルコールハラスメント（2018年）
  - スカッとばあちゃん（2020年）
  - 星野リゾート実話（2021年）

### 映画
- 三たびの海峡（1995年、神山征二郎監督、松竹）
- 侵入者（1999年） -監督作品
- 草の乱（2004年、神山征二郎監督） - 井上莱作
- ゴジラ FINAL WARS（2004年、北村龍平監督、東宝）
- トリック劇場版2（2006年、堤幸彦監督、東宝） - 川上健作
- ソード・シーカーズ -刀狩るもの-（2008年、都築宏明監督、日本スカイウェイ・GAGA） - 一二本松（主演）
- 20世紀少年 最終章 ぼくらの旗（2009年、堤幸彦監督、東宝）
- 五日市物語（2011年、小林仁監督、あきる野市） - 千葉卓三郎
- エクレール・お菓子放浪記（2011年、近藤明男監督、シネマとうほく） - 尾上紋雀
- 宇宙兄弟（2012年、森義隆監督、東宝） - 守谷健人
- うさぎ追いし 山極勝三郎物語（2016年、近藤明男監督、新日本映画社） - 長与又郎
- 関ヶ原（2017年、原田眞人監督、東宝） - 浅野幸長
- クロノス・ジョウンターの伝説（2019年、蜂巣賀健太郎監督、パル企画） - 藤川雅則
- 浅田家!（2020年、中野量太監督、東宝）
- 燃えよ剣（2021年、原田眞人監督、東宝） - 尾形俊太郎
- 夢の雫と星の花（2022年）[3]-三神監督
- 鳩のごとく蛇のごとく 斜陽 （2022年、近藤明男監督）- 編集長
- 立て髪貴婦人（2024年、TikTok TOHO Film Festival 2023グランプリ受賞記念縦型映画、宮田和弥監督）- 父の声、警察官

### 劇場アニメ
- バケモノの子（2015年、細田守監督、東宝）

### 特撮
- ウルトラマンマックス 第33・34話（2006年、TBS） - ダークバルタン
- 仮面ライダーガッチャード 第20・21話（2024年、テレビ朝日） - 黒鋼スパナの父（黒鋼レンチ）

### 舞台
- アナザー・カントリー（1994年、釜昭人演出、アートスフィア） - メンジース（デビュー作）
- HIKARUGENJI（1996、1997、1999年、朗読劇、桐壺〜夕顔） - 光源氏
- レグと過ごした甘い夜（1996年、本多劇場、加藤健一事務所） - エリック
- ヴェニスの商人（1996年、グローブ座、ジェラールド・マフィー演出） - ロレンゾー
- マクベス（1996年、セゾン劇場、デビット・ルヴォー演出） - ドナルベイン
- トーチソング・トリロジー（1998年、久世龍之介演出、本多劇場、加藤健一事務所） - アラン
- 野望と夏草（1998年、新国立劇場） - 二条天皇
- 天守物語（2000年、朗読劇、サントリー小ホール） - 山隅九平
- 桜の園（2001年、朗読劇、サントリー小ホール） - ヤーシャ
- バッファローの月（2002年、本多劇場、加藤健一事務所） - ハワード
- シンベリン（2003年、サンシャイン劇場） - ポスティマス
- 羅生門（2004年、日生劇場、東宝） - 河童、若い男
- バッファローの月（2004年、久世龍之介演出、再演、本多劇場、加藤健一事務所） - ハワード
- いろどり橋（2006年、寺崎秀臣演出、中日劇場、東宝） - 栄二
- 奇跡のメロディ〜渡辺はま子物語〜（2010年、板垣恭一演出、シアタークリエ、東宝） - 代田銀太郎
- 冬物語（2011年、山崎清介演出、子供のためのシャークスピアカンパニー） - フロリゼル
- ふるあめりかに袖はぬらさじ（2012年、坂東玉三郎公演、赤坂ACTシアター.御園座.南座、松竹） - 飯塚
- 台所太平記（2015年、山田和也演出、明治座、東宝）- 寺田
- 振り返れば、道（2017年、日本橋公会堂）- 団琢磨
- 黄昏の湖〜On Golden Pond〜（2025年、紀伊國屋サザンシアター TAKASHIMAYA・兵庫県立芸術文化センター 阪急中ホール、加藤健一事務所）[4]

### ラジオドラマ
- 夏の魔術（1997年、NHK FM 青春アドベンチャー） - 能戸耕平（主演）
- 窓辺には夜の歌（2001年、NHK FM 青春アドベンチャー） - 能戸耕平（主演）
- 道草（2002年、TOKYO FM） - 西野明
- ウルトラQ倶楽部 天使のハナシ（2003年、TBSラジオ） - ホーリー（ゲスト主役）
- 投信ラブストーリー（2006年、IMJ、ネットラジオ） - 川越信太（主演）
- 幽霊船の女（2007年、「恐怖劇場アンバランス4」特典オーディオドラマ） - 私（主演）

### ラジオ番組
- 聴くトク雑学ラジオ（2000年、TOKYO FM） - ゲスト
- 岡村洋一のシネマストリート（2008年、2015年、かわさきFM） - ゲスト

### ナレーション
DVD
- レンブラント（1997年、新潮社）
- フェルメール（1997年、新潮社）

VP
- 大日本住友製薬 医療情報サイト（2013年／2019年）
- 株式会社モリリン（2006年）
- 埼玉県警察　採用募集VP（2008年）
- WIPジャパン（2008年）

### CM
TV CM
- IBM pc-300（1999年） - ウェブデザイナー役
- メガネスーパー（2003年）
- ABCマート（2009年） - メインキャラクター
- 日清ラ王（2011年）
- マクドナルド（2014年）
- ドモホルンリンクル めぐりの結晶（2015年、ナレーション）
- Be.Okinawa（2019年）

WEB広告
- 大日本住友製薬（2012年、2019年） - メインキャラクター
- テンプスタッフ・テクノロジー（2007年、IMJ） - メインキャラクター

雑誌広告
- 小西酒造/ショコランヒューガルデン・ホワイト（2004年、ポスター）
- パナソニック P506iC（2004年、ゲイナー10月号）

### その他
WEBドラマ
- ヘッジホッグキャンドル/三年目の結婚記念日編（2008年）
- 創り手への階段（2009年、田中千代ファッションカレッジ）

ゲーム（声優）
- D-Moment 〜巨大地震編〜（2008年、スクウェア・エニックス×学研） - リュウザキ

PV
- ジーユー・ルカ（2006年、フランス）
- PixMix（2019年）

雑誌コラム
- シアターガイドわたしの今月（1999年、シアターガイド）
- ウオッチビート3月号（2006年、ウィズマン）

WEB関連
- 右宗のスケッチ日記〜ボンジュール!フランス〜（2007年、全25回、NHK教育ゴガクルサイト）